# Les Trois Arbres (Rembrandt)
Ne pas confondre avec Les Trois Arbres, sculpture de Guy-Rachel Grataloup.
Les Trois Arbres est une gravure à l'eau-forte et pointe-sèche réalisée par Rembrandt en 1643.

## Description et iconographie
Les Trois Arbres est le plus grand paysage gravé par Rembrandt : les trois arbres sont situés sur une petite élévation en premier plan avec Amsterdam en fond.
La disposition des trois arbres rappelle les trois croix de la Crucifixion ; l'orage violent accentue l'atmosphère dramatique, déjà présente par les vifs contrastes d'ombres et de lumières, typiques de Rembrandt.

## Analyse technique
Rembrandt va au-delà de ses autres paysages gravés, tranquilles et sereins, pour exécuter ici une gravure « d'un romantisme grandiose » (ainsi qu'il le fait dans la peinture Paysage d'orage, 1639). La composition de cette œuvre est l'une des plus remarquables de l'artiste, avec trois arbres dont la masse très sombre contraste avec un ciel très clair, pourtant empreint du dramatisme des nuages. Rembrandt ne se contente pas d'observer un paysage familier - il est situé près de son domicile - : il use d'imagination et innove en représentant « les éléments naturels à l'œuvre, bouleversant, telles des forces cosmiques, l'aspect quotidien de la campagne qu'ils rendent brusquement méconnaissables ».
Les contrastes très marqués annoncent un orage à venir, avec une ombre menaçante qui assombrit une partie du ciel et le premier plan, tandis qu'au loin le paysage clair est encore paisible, et que le clair-obscur est présent dans tout le reste de la composition, dont le ciel, avec l'éclaircie matérialisée par des traits noirs, et les arbres qui semblent sujets au vent.